# Церафроноидные наездники
Церафроно́идные нае́здники (лат. Ceraphronoidea) — надсемейство подотряда стебельчатобрюхие отряда перепончатокрылые насекомые Hymenoptera, включающее мельчайших представителей всего класса насекомые. Включает около 800 описанных видов, распространённых по всему миру. Большинство видов мелкие и, даже, микроскопические (от 0,5 до 5 мм).

## Биология
Это паразитические насекомые, откладывающие свои яйца в тело хозяев (насекомых и других членистоногих). В случае заражения яиц хозяев называются яйцеедами. Часть видов — мирмекофилы.

## Классификация
Выделяют 2 современных семейства (Ceraphronidae и Megaspilidae) и 2-3 ископаемые — †Stigmaphronidae, †Radiophronidae и, возможно †Maimetshidae.
Кладистический анализ показал, что новое семейство †Radiophronidae является базальной сестринской группой по отношению к другим церафроноидным наездникам (Ceraphronidae, Megaspilidae, †Stigmaphronidae). Молекулярный анализ показал следующие взаимоотношения с ближайшими группами в составе Evaniomorpha: Ceraphronoidea + (Evanioidea + [ Megalyroidea + Trigonalyoidea ]).

## Семейства
- Ceraphronidae — 360 видов, 14 родов
  - Ceraphroninae
    - Aphanogmus
    - Ceraphron Jurine, 1807
    - Dasyneura
    - Donadiola
    - Ecitonetes
    - Elysoceraphron
    - Gnathoceraphron
    - Microceraphron
    - Pteroceraphron
    - Retasus
    - Synarsis
- Megaspilidae — 450 видов, 12 родов
  - Lagynodinae
    - Aetholagynodes
    - Archisynarsis
    - Holophleps
    - Lagynodes
    - Typhlolagynodes

  - Megaspilinae
    - Conostigmus
    - Creator
    - Dendrocerus
    - Megaspilus Westwood, 1829
    - Platyceraphron
    - Trassedia
    - Trichosteresis

  - †Aptenoperissidae
    - †Aptenoperissus burmanicus